# Eulmaš-šākin-šumi
Eulmaš-šākin-šumi war von 1003 bis 986 v. Chr. König in Babylonien. Er gehörte der Dynastie von Bazi an, die nach dem Ende der 2. Meerland-Dynastie für drei Generationen die Herrschaft übernehmen konnte. Er restaurierte den Šamaš-Kult, indem er dessen Ebabbar einen Teil des Einkommens des Esaĝila zuwies.